# مت بودکین
مت بودکین (انگلیسی: Matt Bodkin؛ زادهٔ ۱۶ سپتامبر ۱۹۸۳) بازیکن فوتبال اهل بریتانیا است.
از باشگاه‌هایی که در آن بازی کرده‌است می‌توان به باشگاه فوتبال مارگیت، باشگاه فوتبال ناتینگهام فارست، باشگاه فوتبال دارتفورد، باشگاه فوتبال ایستلی، باشگاه فوتبال گیلینگام، باشگاه فوتبال تاروک، باشگاه فوتبال ولینگ یونایتد، باشگاه فوتبال مایدستون یونایتد، باشگاه فوتبال گرایس اتلتیک، و باشگاه فوتبال دوور اتلتیک اشاره کرد.